# Relic - L'evoluzione del terrore
Relic - L'evoluzione del terrore (The Relic) è un film horror del 1997 diretto dal regista Peter Hyams con Penelope Ann Miller, Tom Sizemore e Linda Hunt.
La sceneggiatura è basata sui romanzi Relic e Reliquary di Lincoln Child e Douglas Preston.

## Trama
Dall'Amazzonia arriva fino al museo di storia naturale di Chicago una cassa contenente una orribile creatura (in realtà un antropologo che è venuto a contatto con delle bacche che trasformano profondamente gli organismi) che inizia a mietere vittime per nutrirsi del loro ipotalamo.
Il tenente D'Agosta indaga sulla vicenda affiancato da una scettica biologa, ma viene ostacolato dai dirigenti del museo stesso, che non vogliono generare timore nelle persone proprio mentre è alle porte un'importante esposizione alla quale parteciperanno i più alti membri della società del luogo.

## Promozione
(Tagline del film.)

## Accoglienza

### Distribuzione
Il film è uscito al cinema il 17 gennaio 1997.

### Critica
Relic ha ottenuto vari riconoscimenti ed elogi dalla critica cinematografica.
Da alcuni amanti del genere il film è stato definito un cult. Leonard Maltin ha dato al film 2 stelle 1/2 su 4 e ha dichiarato: "Sì, è praticamente Alien in un museo, ma non è male. Il mostro, sia dal vivo che in computer grafica è particolarmente impressionante. "

### Incassi
Il film ha raggiunto la prima posizione box office, incassando circa 9 milioni di dollari nella sua settimana di apertura, per un totale di 33.956.608 dollari a livello nazionale, a fronte di un costo stimato di 60 milioni di dollari.

## Premi
- Academy of Science Fiction, Fantasy & Horror Films
  - 1997: Nomination - Miglior film horror
  - 1997: Nomination - Miglior attrice a Penelope Ann Miller'
- Blockbuster Entertainment Awards
  - 1998: Nomination - Attore preferito - Horror a Tom Sizemore
- Festival internazionale del cinema di Porto (Fantasporto)
  - 1997: Nomination - Miglior film

## Edizione Home Video
Il film è disponibile in DVD, e dal 6 aprile 2010 in Blu-Ray.